# Väckelsång
Väckelsång är en tätort i Tingsryds kommun i Kronobergs län och kyrkby i Väckelsångs socken.
Väckelsång ligger utmed riksväg 27, ca 13 km norr om centralorten Tingsryd.

## Samhället
I samhällets norra ände vid västra sidan om riksväg 27 ligger Väckelsångs kyrka.
Vid byns norra ände står en "Arla-ko" i trä i naturlig storlek. Kon ska påminna om att det var i Väckelsång som ett par snickare på 1940-talet började tillverka den ko som då symboliserade Mjölkcentralen. När Mjölkcentralen bytte namn till Arla 1975 moderniserades kon, som än i dag är symbol för vissa av Arla Foods produkter. Arlakon började tillverkas i slutet på 1940-talet, på företaget Lekiträ, som då var beläget mitt emot den plats där kon numera är placerad.

## Kommunikationer
Riksväg 27 hette tidigare riksväg 30. Åren 1932 till 1940 byggdes den om som nödhjälpsarbete och 1960 breddades vägen och asfalterades. Viktigare förr i tiden var Växjö-Tingsryd järnväg men 1965 lades persontrafiken ner och 1971 var också godstrafiken borta. Kommunikationerna idag sker med privatbilar och bussar som går ofta mellan Tingsryd och Växjö.

## Näringsliv
Näringslivet dominerades 1955 av jordbruk och skogsbruk. Det fanns några sågverk i Väckelsång, Kvarnamåla och Östad och snickeriverkstäder men dessa sysselsatte endast ett 100-tal personer. Som jordbrukskommun ansattes Väckelsång av  "flykten från landsbygden". Underlaget för en tillfredsställande kommunal standard sviktade på grund av folkminskningen. Storkommunen med Jät hade bara 2 700 invånare på 1950-talet. Ett mångsidigare näringsliv var ett livsvillkor för vår Väckelsång. Läget mellan stifts- och residensstaden Växjö i norr och Tingsryds köping i söder försvårade företagsetableringar. Kommunsammanslagningen med Tingsryd 1970 ändrade förutsättningarna. Förutsättningen för samhället blev bättre med ökat bostadsbyggande på 1970-talet och Väckelsång har utvecklats till ett samhälle där pendlingen har blivit allt viktigare för arbetskraften. Mejeri fanns på orten 1927 till 1952. Det startade 1927, blev andelsmejeri 1937 och lades ner 1952.

## Väckelsång sparbank
Banken bildades 1874 samma år som Linneryds sparbank. Banken hade sin lokal i sockenstugan till 1950 då fastigheten Hvilan inköptes av kantor Strands släktingar. Kantorn Håkan Strand blev 1881 ordförande i banken och kassör. Insättningarna ökade under 1880-talet till 49 0089 kr 1888. Ett större utlån skedde till Fiskestads sjösänkningsprojekt med 20 000 kr. 1892 blev Salomon Gustafsson ordförande medan Strand fortsatte som tjänsteman i banken. De var sedan kvar i banken till 1922-23. Banken kapital ökade till över 800 000 1918 och bland låntagarna fanns kommunen och kyrkan. Banken hade 988 aktier i banken Sydsvenska Kredit AB som orsakade en förlust 1922 på över 125 000 kr. Reservfonden kunde inte täcka förlusten och i mars 1922 tvingades banken tillfälligt inställa verksamheten. Året efter kunde banken öppna igen efter rekonstruktion. Ny ordförande blev Robert Johansson i Östad.
1950 till 1965 hade banken sin lokal i fastigheten Hvilan. 1965 stod centrumhuset klart och banken flyttade dit. Hvilan såldes till församlingen. 1958 avtackades ordförande Robert Johansson. Han efterträddes av sonen Karl-Erik Johansson, kassör blev stationsinspektor Simon Johansson. Öppettider och antalet i personalen ökade. Banken fusionerades med Sparbanken Sverige och senare med Föreningsbanken. Från 1990-talet kunde kontantuttag bara  göras en dag i veckan. 2003 upphörde all kontanthantering och 2004 stängdes kontoret och all verksamhet flyttade till Tingsryd.

## Kommunal  och privat service

### Skola
Väckelsång hade år 1932 7 folkskolor, största skolan låg i kyrkbyn. Byskolan i Fiskestad byggdes 1912 och var i bruk till nya skolan byggdes 1959. Östad småskola upphörde 1939 då elevantalet blev för  litet. En ny skola i Väckelsång stod färdig höstterminen 1959. Väckelsångskolan är 2020 en F-6-skola med ca 130 elever i grundskolan. Av dessa är ungefär hälften inskrivna i fritidsverksamheten. Skolan ligger utmed väg 27 med goda kommunikationer. Väckelsång har en stor idrottshall som används flitigt av både skola och föreningar i kommunen. 

### Förskola
Nyckelpigans förskola i Väckelsång har fem avdelningar varav tre har 1-3 åringar och två är åldershomogena grupper med 4- respektive 5-åringar. Det finns 2020 ca 85 barn inskrivna. Allt ligger i nära anslutning till grundskola år F-6, och Fritidshem.

### Åldringsvård
1909 inrättades ett  ålderdomshem i av kommunen köpta Fiskestad Krokagård i som fungerade till 1959. Till 1928 innehades gården av en arrendator som hade fattighjonen inhysta men från 1928 tillsattes en föreständare som ansvarade för hemmet. Hemmet slutade att fungera 1958 då ny lokal på gamla vägen togs i anspråk
På 1960-talet byggdes ett nytt hem Värendsgården som invigdes den 10 april 1965. På Värendsgården fanns 30 rum varav två dubbelrum. Hemmet hade fyra biträden, kokerska och föreståndare samt tre nattvakter. Personalen bodde på ovanvåningen. Sjukvården sköttes först av föreståndare senare av distriktssköterskor. På 1980-talet tog hemtjänsten över och den utgick från Värendsgården. Boende sköttes efter samma principer som hemvården.
1988 började man bygga ett nytt boende som var färdigt att inviga den 15 februari 1990. Det nya servicehuset Solhaga hade 25 tvårumslägenheter och en kortidslägenhet. Terapi. samlingsrum, matsal, personutrymmen och storkök.

### Affär och restauranger
ICA Nära Väckelsång på Dackegatan är 2020 ortens livsmedelsaffär. 
Restaurang Postmästarn på Dackegatan 15, Väckelsång är en av ortens pizzeria men serverar också dagens rätt, falafel, kycklingkebab och A la Carte. Restaurang&Pizzeria Admiral på Centrumgatan 2 i Väckelsång är ett alternativ. Smålandsporten öppnade den 20 Oktober 2012. Här serverar man husmanskost helst från närproducerade råvaror, 

### Nedlagda affärer
Affären på Gamla vägen startades av Hjalmar och Doris Gustavsson 1926. Sture Nilsson drev affären vidare. Stures Snabbköp upphörde 1978. Affärerna var förr många fler. Även ute i de mindre byarna fanns affärer. I Väckelsång fanns 1940 till 1960-talet speceriaffär, charketuriaffär, järnaffär, diversemanufaktur och skoaffärer och till och med Radio och TV-affär samt möbelaffär.

## Föreningar
Skyttepaviljongen startade redan 1904.
Väckelsångs hembygdsförening bildades 1932. En plats intill järnåldersgravfältet valdes för hembygdsgården. Gravfältet Kullarna ligger nordväst om kyrkan. Ryggåsstugan, kallad Jängastugan stod söder om samhället och flyttadesin i hembygdsparken 1933. Ingelstads gamla Gästgiveri inköptes, byggnaden och återuppbyggdes i hembygdsparken och invigdes 1958. Delar av kyrkstallarna finns också i parken, Föreningen visar skolmuseum, jordbruksredskap, vävsal, skomakeri och mera. 
Fiskestad Byalag är en ideell  förening som har anor långt tillbaka i tiden, men som ombildades 1995. Föreningen har i sina stadgar inskrivit att den ska förvalta Sandgårdslandets bad och båtplats samt verka för att bevara kultur och sammanhållningen inom Fiskestad by.
Björkeborg bygdegård invigdes 1958 och har ända sedan dess varit en naturlig träffpunkt för bygdens invånare. Sedan 1991 ägs och förvaltas Björkeborg av Björkeborgs Byggnadsförening. Lokalerna hyrs idag ut till olika verksamheter, exempelvis medlemsmöten, informationsträffar, loppis, dans, teater och födelsedagsfester.
Det finns två pensionärsorganisationer på orten SPF Väckelsång och PRO Väckelsång.

## Väckelsång IK

### Föregångare 1910-1911
En nyligen funnen medlemsmatrikel från 1910 visar emellertid, att ryktet talat sanning, denna förening, även den kallad Väckelsångs Idrottsklubb, bildades troligen den 4 maj 1910, då de första nio medlemmarna skrevs in. Klubben hade första verksamhetsårets utgång 15 medlemmar. Den 23 april 1911 skrevs ytterligare 3 medlemmar in. Vilka som satt i styrelsen framgår inte av matrikeln,  en initiativtagarna lär  byggmästaren Carl Nyqvist vara. Föreningens idrottsliga aktiviteter bestod i enbart allmän idrott, löpning, hopp och kast. Markägaren, ovan nämnde F.A. Ringius, skänkte också virke till en dansbana som byggdes i närheten av idrottsplatsen.  Själva grundstenarna till dansbanan står kvar som tysta vittnen om Väckelsångsbornas första försök att skaffa medel till sin idrott. Den gamla medlemsmatrikeln är också bevis på att VIK haft en föregångare. Den första Idrottsklubbens emblem, det består av en sköld med diagonalt bälte över blå botten med VIK broderat i rött på bältet. 

### Väckelsång IK bildas 1925
Redan 1910 1911 fanns en tidigare idrottsförening i Väckelsång. Men från den tiden finns inte några protokoll. För att bilda en idrottsförening i Väckelsång hade ett 20-tal pojkar samlats den 8 april 1925. Erik Bojs blev föreningens första ordförande. Allmän idrotts löpning 100 m på landsvägen norr om kyrkan löparbana. Vi behövde en idrottsplats och så pengar. Årsavgifter, en krona för äldre och 50 öre för yngre medlemmar samt fester i skyttepaviljongen. Föreningen fick hyra en idrottsplats. Det var på Ringius Saxagård. Idrottsklubben fick betala 225 kronor för att få marken någorlunda jämnad. Det sattes upp fotbollsmål och så blev fotbollen dominerande i klubbens verksamhet. De första åren i föreningen var arbetsamma men framgångsrika. Planen vid Saxagård hade varit åker och skogsmark. Klubbträningen började vid fyratiden på eftermiddagen och laget samlades vid Johan Sjöbergs vedbod, för där inne låg bollen förvarad. När man spelat ett par timmar började de stora pojkarna komma och den verkliga träningen kunde börja. De yngre fick var med så länge lagen inte var fulltaliga, sedan plockades de yngre bort i storleksordning allt eftersom det kom flera seniorer. Ur frustrationen föddes flasklaget. Flasklaget föddes på sommaren, när området framför sågen var lämpligt för fotboll.  Flaskor samlades och såldes och laget kunde köpa sin första boll. Idrottsklubbens ledning kom nästa år med ett erbjudande, att flasklaget skulle gå med i föreningen igen mot att vi överlämnade vår kassa på 25 kronor. Flasklaget fick spela i B-laget och det nya C-laget. Första seriesegern bärgades 1930 med prisutdelning i Tingsryd. 
Cykeltävlingen Fiskestadssjön runt var något som engagerade. Uppmätta sträckor för löpning på landsvägen och runt stationsvägen. Bandy var den enda sport under vintern och matchutbytet var med de närmaste klubbarna. Det var svårt att ordna en spelbar plan på den tiden. Idrottsklubbens fester vid skyttepaviljongen var ett livsvillkor för föreningen. Där skulle större delen av inkomsternas ordnas. Med åren måste Väckelsångs idrottsklubb skaffa en bättre plats för fotboll och idrott. Det lyckades och därmed var ungdomsåren över och verksamheten tryggad för framtiden.

### Väckelsångsloppet
1968 och i början av 1969 framkom förslag från Sture Hazard att varför inte "köra" igång med långdistanslopp. Det första kommittésammanträdet hölls i klubbrummet den 18 mars 1969. Men det var inte många söndagar att välja på, det formligen växte långdistansloppsarrangörer under 1969 och 1970, men vi spikade den sista söndagen i augusti och därtill sista söndagen i augusti varje år skall Väckelsångsloppet gå. Knappast hundratalet kom, och tävlingen gick bra, och vi fick goda ord från pressen, vilket har fortsatt även under de efterföljande åren. Väckelsångsloppet blev "etablerat". Under åren från 1969, då klubben startade, har det knutits många kontakter. Väckelsångsloppet är och har blivit en tradition - en Väckelsångsdag. De stora framgångarna som Väckelsångs Idrottsklubb haft med arrangemanget  har verkat sporrande.
Dagens verksamhet består av innebandy, Väckelsångsloppet och tennis. Fotbollen är sedan 2007 sammanslagen med Tingsryds FF och föreningen heter Tingsryd United FC. Det finns två idrottsplatser i Väckelsång. Björkvalla och Ivans Vall.

## Befolkningsutveckling
| Befolkningsutvecklingen i Väckelsång 1960–2020 | Befolkningsutvecklingen i Väckelsång 1960–2020 | Befolkningsutvecklingen i Väckelsång 1960–2020 | Befolkningsutvecklingen i Väckelsång 1960–2020 | Befolkningsutvecklingen i Väckelsång 1960–2020 |
| ---------------------------------------------- | ---------------------------------------------- | ---------------------------------------------- | ---------------------------------------------- | ---------------------------------------------- |
|                                                |                                                |                                                |                                                |                                                |
| År                                             |                                                |                                                | Folkmängd                                      | Areal (ha)                                     |
| 1960                                           | 1960                                           |                                                | 415                                            |                                                |
| 1965                                           | 1965                                           |                                                | 421                                            |                                                |
| 1970                                           | 1970                                           |                                                | 525                                            |                                                |
| 1975                                           | 1975                                           |                                                | 641                                            |                                                |
| 1980                                           | 1980                                           |                                                | 862                                            |                                                |
| 1990                                           | 1990                                           |                                                | 1 029                                          | 123                                            |
| 1995                                           | 1995                                           |                                                | 1 033                                          | 124                                            |
| 2000                                           | 2000                                           |                                                | 1 009                                          | 124                                            |
| 2005                                           | 2005                                           |                                                | 979                                            | 124                                            |
| 2010                                           | 2010                                           |                                                | 905                                            | 123                                            |
| 2015                                           | 2015                                           |                                                | 954                                            | 140                                            |
| 2020                                           | 2020                                           |                                                | 979                                            | 144                                            |
|                                                |                                                |                                                |                                                |                                                |

## Personer från orten
- Ishockeyspelarna Niklas Olausson och Fredrik Emwall
- Stavhopparen Angelica Bengtsson, från Boaryd utanför Väckelsång
- Journalisten och skaparen av podcasten Fördomspodden, Emil Persson
- Sångaren i heavy metal-bandet Bullet, Dag "Hell" Hofer
- Tecknaren bakom Arlakossan, Sten Calding, är född i Väckelsång